# Andreea Isărescu
Andreea Isărescu (n. 3 iulie 1984, București, România) este o gimnastă română, laureată cu aur olimpic la Sydney 2000.